# Bandera de Sant Fost de Campsentelles
La bandera oficial de Sant Fost de Campsentelles té la següent descripció:
Bandera apaïsada, de proporcions dos d'alt per tres de llarg, verda fosca, amb dos triangles rectangles isòsceles grocs, carregats amb quatre pals vermells; el primer triangle amb un catet a la vora de l'asta, d'alçària 1/2 de la del drap, i l'altre catet a la vora superior del drap, de llargària 1/3 de l'amplària del mateix drap; i el segon triangle amb un catet a la vora del vol, d'alçària 1/2 de la del drap, i l'altre catet a la vora inferior del drap, de llargària 1/3 de l'amplària del mateix drap; i amb la foguera blanca de l'escut, centrada sobre el drap, d'alçària 1/2 de la del drap i d'amplària 1/3 de la llargària del mateix drap.
Va ser aprovada el 14 de juliol del 2022 i publicada al DOGC el 20 del mateix mes amb el número 8713.